# Дело Союза старой русской интеллигенции
Дело Союза старой русской интеллигенции (Дело № 555, дело «Комитета общественного спасения») — уголовное дело, сфабрикованное НКВД против группы ленинградских учёных в 1941—1942 годах во время блокады Ленинграда. Всего по делу было репрессировано 127 учёных и преподавателей ленинградских вузов по обвинению в создании «антисоветской организации… на базе существовавших ранее группировок реакционно настроенной части профессорско-преподавательского состава».

## История
Разработка дела следователями ленинградского НКВД началась зимой 1941 года, в первые месяцы начавшейся блокады Ленинграда. Одним из первых арестованных по делу стал член-корреспондент АН СССР, профессор физико-математического факультета Ленинградского университета Владимир Сергеевич Игнатовский.
По звершению расследоания член-корреспондент Академии наук СССР, профессор  В. С. Игнатовский и его жена Мария Ивановна Игнатовская, профессор С. М. Чанышев, кандидат наук Н. А. Артемьев, доцент К.А. Любов были расстреляны. Профессоры Н. В. Розе, Л. Г. Титов, кандидаты наук Б. Д. Вержбицкий, В. И. Милинский умерли в ленинградских тюрьмах. Профессоры Е. М. Суперанская,  Л. В. Клименко,  Ф. И. Малышев, Г. Т. Третьяк, кандидаты наук И.М. Суперанский, В. И. Кротова умерли в заключении в различных лагерях ГУЛАГа.

## Последствия и реабилитация
В 1954–1955 годах определениями Военной Коллегии Верховного Суда СССР и Военного трибунала Ленинградского военного округа приговоры в отношении всех осужденных по делу Союза старой русской интеллигенции были отменены за отсутствием состава преступления.